# Айова-Сити
А́йова-Си́ти (англ. Iowa City) — город в штате Айова (США). Административный центр округа Джонсон. По данным переписи за 2010 год число жителей города составляло 67 862 человек.
Айова-Сити был второй столицей территории Айова и первой столицей штата Айова (до 1857 года). В Айова-Сити располагается Айовский университет.

## Географическое положение
Город расположен на реке Айова. Общая площадь города составляет 65,47 км².

## История
Айова-Сити был основан как территориальная столица в 1839 году, в 1857 году столица была перенесена в Де-Мойн. В 1857 году в город была проведена железная дорога, и он стал важным центром расселения эмигрантов. В 1842 году был построен Старый Капитолий в стиле греческого возрождения.

## Население
| Год переписи | Нас.  |  | %±     |
| ------------ | ----- |  | ------ |
| 1850         | 1250  |  | —      |
| 1860         | 5214  |  | 317,1% |
| 1870         | 5914  |  | 13,4%  |
| 1880         | 7123  |  | 20,4%  |
| 1890         | 7016  |  | −1,5%  |
| 1900         | 7987  |  | 13,8%  |
| 1910         | 10091 |  | 26,3%  |
| 1920         | 11267 |  | 11,7%  |
| 1930         | 15340 |  | 36,1%  |
| 1940         | 17182 |  | 12%    |
| 1950         | 27212 |  | 58,4%  |
| 1960         | 33443 |  | 22,9%  |
| 1970         | 46850 |  | 40,1%  |
| 1980         | 50508 |  | 7,8%   |
| 1990         | 59735 |  | 18,3%  |
| 2000         | 62220 |  | 4,2%   |
| 2010         | 67862 |  | 9,1%   |
| 2020         | 74828 |  | 10,3%  |

По данным переписи 2010 года население Айова-Сити составляло 67 862 человек (из них 49,7 % мужчин и 50,3 % женщин), в городе было 27 657 домашних хозяйств и 11 743 семей. Расовый состав: белые — 82,5 %, коренные американцы — 0,2 %, афроамериканцы — 5,8 %, азиаты — 6,9 %.
Население города по возрастному диапазону по данным переписи 2010 года распределилось следующим образом: 14,9 % — жители младше 18 лет, 15,4 % — между 18 и 21 годами, 61,5 % — от 21 до 65 лет и 8,2 % — в возрасте 65 лет и старше. Средний возраст населения — 25,6 лет. На каждые 100 женщин в Айова-Сити приходилось 99,0 мужчин, при этом на 100 совершеннолетних женщин приходилось уже 98,3 мужчин сопоставимого возраста.
Из 27 657 домашних хозяйств 42,5 % представляли собой семьи: 32,5 % совместно проживающих супружеских пар (13,5 % с детьми младше 18 лет); 7,2 % — женщины, проживающие без мужей и 2,8 % — мужчины, проживающие без жён. 57,5 % не имели семьи. В 19,8 % домашних хозяйств входили жители младше 18 лет, в 14,5 % — старше 65 лет. В среднем домашнее хозяйство ведут 2,22 человека, а средний размер семьи — 2,88 человека. В одиночестве проживали 34,3 % населения, 7,0 % составляли одинокие пожилые люди (старше 65 лет).

## Экономика
Экономика Айова-Сити основана на университете и медицинском центре, также в городе развито производство бумаги, туалетных принадлежностей и сельское хозяйство.
В 2015 году из 62 266 человека старше 16 лет имели работу 40 582. При этом мужчины имели медианный доход в 47 257 долларов США в год против 42 272 долларов среднегодового дохода у женщин. В 2014 году медианный доход на семью оценивался в 77 939 $, на домашнее хозяйство — в 42 720 $. Доход на душу населения — 27 430 $ в год.

## Климат
По классификации климатов Кёппена климат Айова-Сити относится к влажному континентальному (Dfa). Средняя температура в году — 10,0 °C, самый тёплый месяц — июль (средняя температура 23,8 °C), самый холодный — январь (средняя температура −5,5 °C). Среднее количество осадков в году 922 мм.
| Показатель                    | Янв. | Фев.  | Март  | Апр.  | Май  | Июнь | Июль | Авг. | Сен. | Окт.  | Нояб. | Дек.  | Год   |
| ----------------------------- | ---- | ----- | ----- | ----- | ---- | ---- | ---- | ---- | ---- | ----- | ----- | ----- | ----- |
| Абсолютный максимум, °C       | 20,0 | 22,7  | 31,1  | 33,8  | 40,5 | 40,5 | 42,7 | 42,2 | 38,3 | 34,4  | 27,2  | 21,6  | 42,7  |
| Средний суточный максимум, °C | 0,0  | 2,8   | 10,1  | 18,0  | 23,7 | 28,5 | 30,6 | 29,5 | 25,7 | 18,7  | 10,0  | 1,7   | 16,6  |
| Средняя температура, °C       | −4,6 | −2    | 4,5   | 11,6  | 17,4 | 22,6 | 24,7 | 23,6 | 19,2 | 12,5  | 4,9   | −2,6  | 11,0  |
| Средний суточный минимум, °C  | −9,3 | −6,9  | −1    | 5,1   | 11,1 | 16,6 | 18,9 | 17,8 | 12,7 | 6,3   | −0,1  | −7    | 5,3   |
| Абсолютный минимум, °C        | −35  | −35,5 | −27,2 | −12,2 | −4,4 | 2,7  | 4,4  | 3,3  | −6,6 | −15,5 | −21,1 | −32,7 | −35,5 |
| Норма осадков, мм             | 27   | 32    | 58    | 92    | 115  | 129  | 114  | 118  | 80   | 76    | 64    | 41    | 953   |
| Источник: NWS                 |      |       |       |       |      |      |      |      |      |       |       |       |       |